# Gerbrand van den Eeckhout

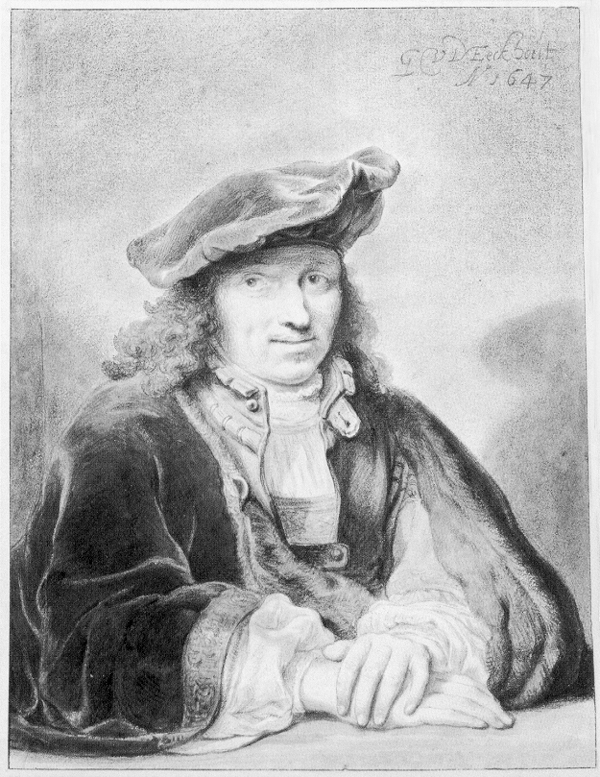
Självporträtt av Gerbrand van den Eeckhout, 1647.

Gerbrand van den Eeckhout, född 19 augusti 1621 i Amsterdam, död där 22 september 1674, var en nederländsk figurmålare och etsare.

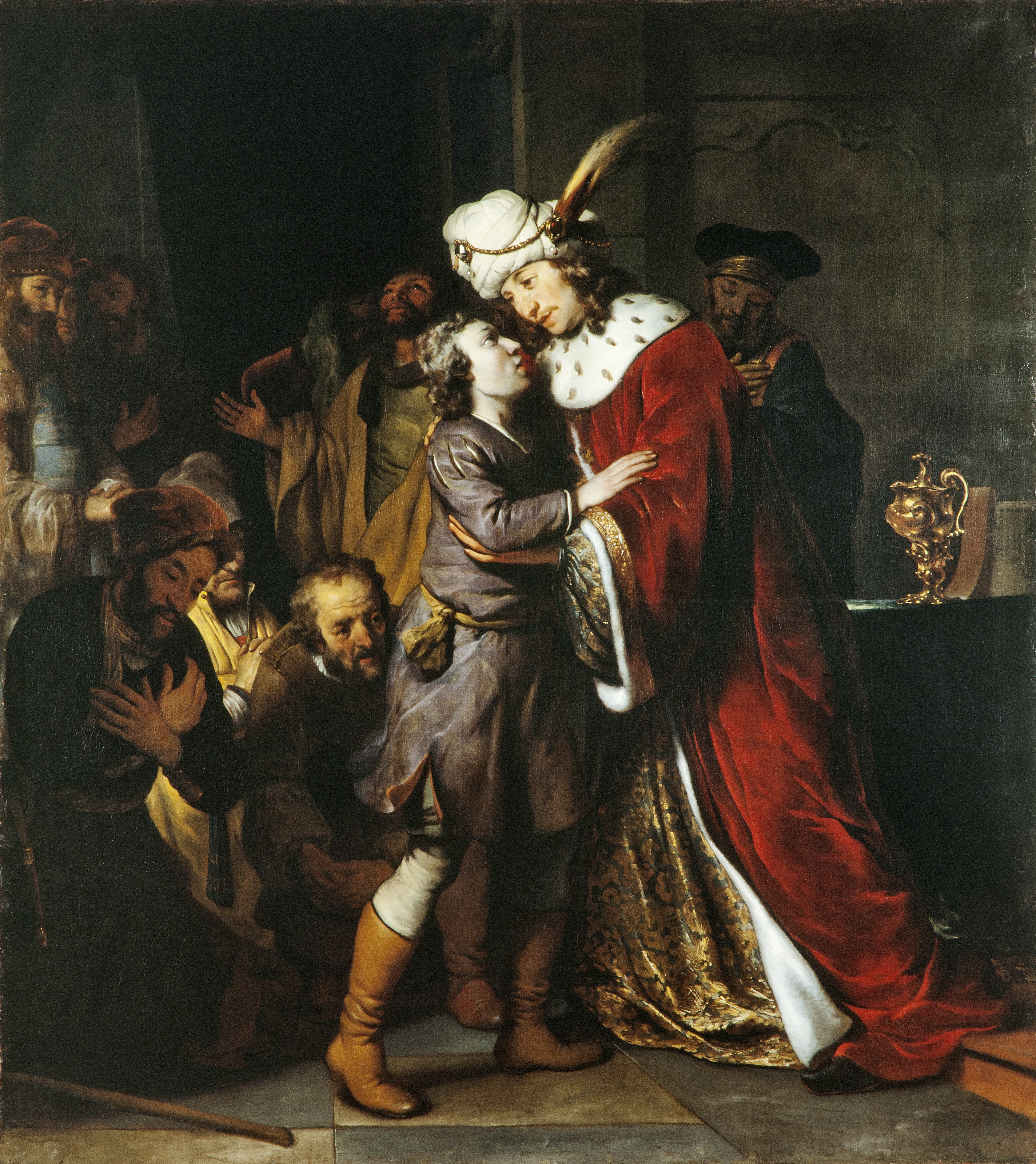
Josef och hans bröder, Josef som omfamnar Benjamin, målad 1657. Skoklosters slott.

Eeckhout blev tidigt lärjunge till Rembrandt och målade i en efterbildning av dennes första stil under Amsterdamtiden, ofta med små figurer i stora hallar och kraftigt ljusdunkel. Senare blev Eeckhouts stil mera glatt och ytligt elegant, vilket visas i en hel rad bibliska bilder och porträtt. I Eeckhouts målning Bonden och satyren till bords på Nationalmuseum märks en tydlig påverkan av Jacob Jordaens. På Stockholms slott finns en damporträtt, daterat 1662, och på Kunstmuseet, Köpenhamn finns del en typisk interiör av Eeckhout, Musiklektionen, signerad 1655, dels Jakob på hemvägen till Kanaan i ett av Herman Naiwincx målat bergslandskap. Den moltkeska samlingen innehåller även två eremitscener, signerade 1654 och 1655.